# Diégonéfla
Diégonéfla – miasto na środkowo-południowym Wybrzeżu Kości Słoniowej, w regionie Gôh. Według danych na rok 2014 liczyło 33 523 mieszkańców.